# Rafael Moura
Pour les articles homonymes, voir Moura (homonymie).
Rafael Moura est un footballeur brésilien, né le 23 mai 1983 à Belo Horizonte. Il évolue au poste d'attaquant à l'Atlético Mineiro.

## Biographie
Rafael Mora est formé a l'Atlético Mineiro, il rejoint ensuite l'EC Vitória puis le Paysandú Sport Club où il se fait remarquer par le SC Corinthians.
Il signe ensuite au FC Locarno mais ne joue aucune rencontre avec le club suisse. Il est prêté successivement au Fluminense FC, au FC Lorient. Il ne dispute, dans le club breton, que deux rencontres en tant que remplaçant pour un total de 12 minutes de jeu.
De nouveau prêté à l'Atlético Paranaense puis au Goiás EC, il signe en 2011 au Fluminense FC puis, évolue depuis, 2012 au SC Internacional.
En février 2016, il signe en faveur de l'Atlético Mineiro et est aussitôt prêté au Figueirense FC.
Il est de retour de prêt en janvier 2017 et retrouve l'effectif de l'Atlético Mineiro son club formateur.

## Palmarès
Fluminense
- Coupe du Brésil (1): 2007.
- Champion de l'État de Rio (1): 2012

 SC Internacional
- Championnat Gaúcho (3): 2013, 2014 et 2015

 Atlético Mineiro
- Championnat du Minas Gerais (1): 2017